# Kazimierz Maurer

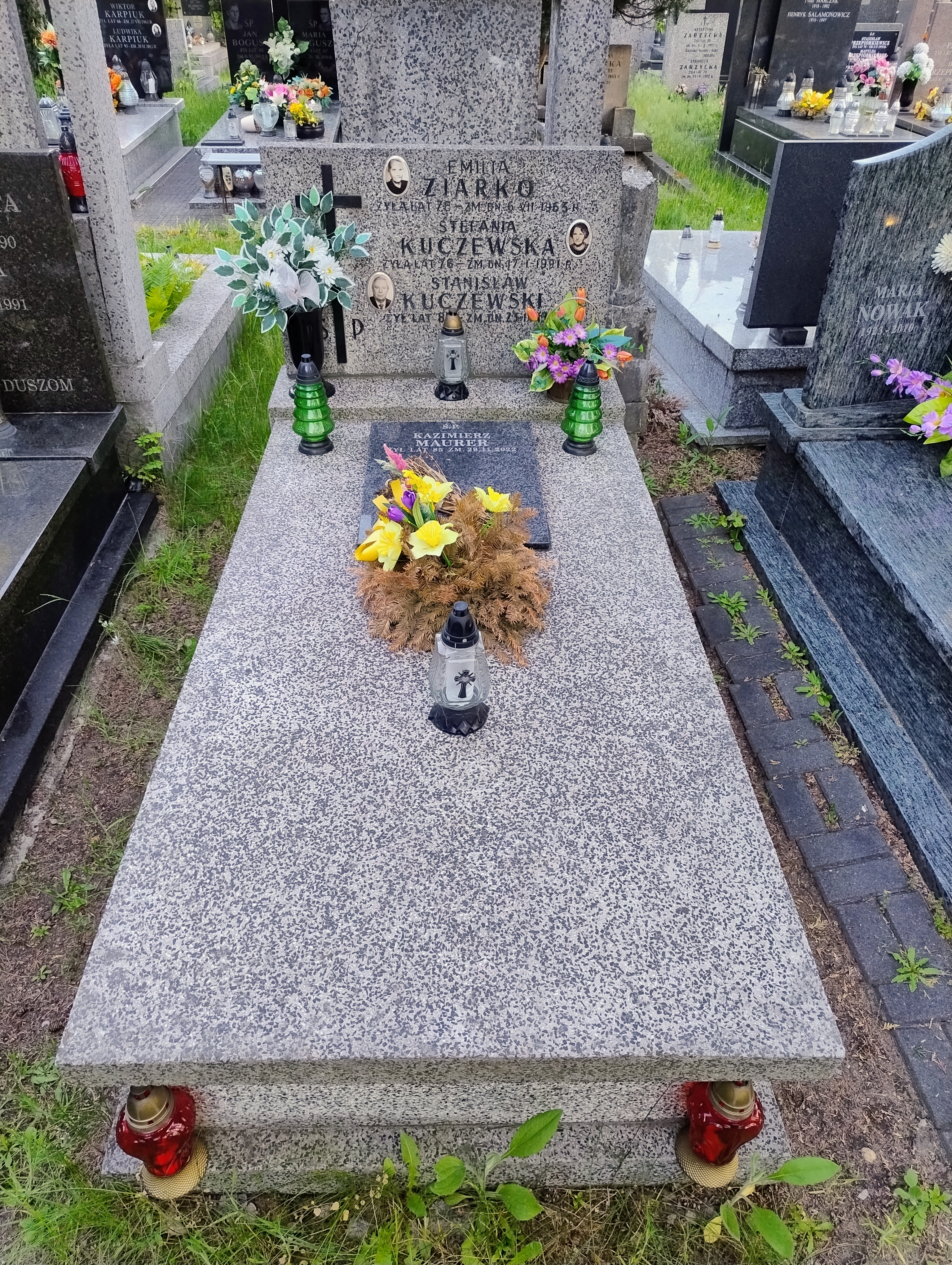
Grób Kazimierza Maurera na cmentarzu w Marysinie Wawerskim

Kazimierz Jan Maurer (ur. 1937, zm. 29 listopada 2022) – polski dyplomata, konsul generalny PRL, chargé d’affaires ambasady Polski w Akrze w Ghanie.
W 1980 roku w charakterze konsula PRL wziął udział w pogrzebie Władysława Turowicza w Karaczi w Pakistanie. Od 1991 do 1993 był chargé d’affaires ambasady Polski w Akrze w Ghanie (funkcję pełnił do likwidacji ambasady w Ghanie w październiku 1993).